# USS Chicago (1885)
«Чикаго» (англ. USS Chicago (1885) — американський бронепалубний крейсер, що належав до типу так званих кораблів «еволюційної ескадри» ВМС США. Найбільший з перших трьох, дозволених Конгресом для будівництва «нового флоту», і один з перших чотирьох сталевих кораблів ВМС США. Перший з бойових кораблів, названих на честь міста Чикаго.
«Чикаго» був закладений 29 грудня 1883 року на верфі компанії Delaware River Iron Ship Building and Engine Works у Честері, штат Пенсільванія. 5 грудня 1885 року був спущений на воду і 17 квітня 1889 року введений в експлуатацію до складу ВМС США.
7 грудня 1889 року «Чикаго» вийшов з Бостона в Лісабон, куди прибув 21 грудня. До 31 травня 1890 року крейсер служив у європейських і середземноморських водах як флагман «еволюційної ескадри», коли він відплив із Фуншала, щоб зайти в порти Бразилії та Вест-Індії, а 29 липня повернувся до Нью-Йорка.
«Чикаго» діяв уздовж східного узбережжя Північної та Південної Америки та в Карибському басейні як флагман «еволюційної ескадри», а до 1893 року як флагман Північноатлантичної ескадри. Після участі в Міжнародному військово-морському огляді на Гемптон-Роудс у квітні, 18 червня 1893 року він вирушив з Нью-Йорка в похід до Європи та Середземного моря. У цей період кораблем командував Альфред Меген, який уже прославився як морський стратег. 20 березня 1895 року «Чикаго» повернувся до Нью-Йорка і 1 травня був виведений з експлуатації.
1 грудня 1898 року корабель знову був введений в експлуатацію, здійснив короткий круїз у Карибському морі перед тим, як відплисти до Європейської станції 18 квітня. 27 вересня він повернувся до Нью-Йорка. 25 листопада «Чикаго» відплив із Нью-Йорка в подовжений похід як флагман Південноатлантичної станції, діючи до липня 1901 року, потім як флагман Європейської станції. З ескадрою крейсер курсував у північноєвропейських, середземноморських і карибських водах до 1 серпня 1903 року, коли перейшов до Ойстер-Бей, Нью-Йорк.
У 1906 році «Чикаго» зіграв ключову роль в евакуації Сан-Франциско під час тамтешнього землетрусу 1906 року. Прибувши з Сан-Дієго о 6 годині вечора 19 квітня, радіо «Чикаго» дозволило керівництву міста спілкуватися із зовнішнім світом, оскільки телефонні та телеграфні лінії були зруйновані. Група з двох офіцерів і шістнадцяти матросів з «Чикаго» керувала евакуацією водою. Перевезення 20 000 біженців до Тібурона в окрузі Марін на цьому кораблі та численних інших судах, як кажуть, було безпрецедентним і неперевершеним аж до Дюнкерської евакуації в 1940 році.
6 квітня 1917 року у Філадельфії корабель повернуто до бойового складу ВМС флагманом підводних сил Атлантичного флоту. 10 липня 1919 року залишив Нью-Йорк і очолив 2-й крейсерський дивізіон на Тихому океані. 17 липня 1920 року йому присвоєно позначення CA-14.
У 1921 році «Чикаго» перекласифіковано, присвоєно позначення CL-14. З грудня 1919 по вересень 1923 року крейсер служив у 14-му дивізіоні підводних човнів та був тендером підводних човнів на ВМБ Перл-Гарбор.
30 вересня 1923 року виведений зі складу сил флоту. До 1935 року використовувався як плавуча казарма. 16 липня 1928 року перейменований на «Олтон», позначення IX-5. 15 травня 1936 року продано на металобрухт. У липні 1936 року «Олтон» затонув у Тихому океані, при буксируванні з Гонолулу в Сан-Франциско.